# Santiago del Estero (provins)
Provinsen Santiago del Estero (spansk: Provincia de Santiago del Estero) er en provins i det nordlige Argentina. Naboprovinserne er Salta, Chaco, Santa Fe, Córdoba, Catamarca og Tucumán. Provinsen dækker et areal på 136.351 km2
og har et befolkningstal på 1.060.906 (2022) indbyggere. Provinsens hovedstad er byen Santiago del Estero. 

## Geografi
Bjergene Sierras de Guasayan ligger i vest og Sierras de Ambargasta y Sumampa ligger i syd. De to store floder Dulce og Salado render nord-syd gennem provinsen.